# جوردان بول
جوردان بول (مواليد 19 يونيو 1999) هو لاعب كرة سلة أمريكي يلعب في مركز مدافع مسدد الهدف في نادي غولدن ستايت ووريورز.

## روابط خارجية
- جوردان بول على موقع إن بي أي (الإنجليزية)
- جوردان بول على موقع سبورتس رفرنس (الإنجليزية)
- جوردان بول على موقع كرة السلة الأوروبية.كوم (الإنجليزية)
- جوردان بول على موقع إي إس بي إن.كوم (الإنجليزية)
- جوردان بول على موقع كلية كرة السلة في سبورتس رفرنس.كوم (الإنجليزية)
- جوردان بول على موقع ريلجم (الإنجليزية)
- جوردان بول على موقع بروبوليرز (الإنجليزية)
- جوردان بول على موقع سبورتس رفرنس (الإنجليزية)